# Jacques-Michel Robert
Pour les articles homonymes, voir Robert (patronyme).
Jacques-Michel Robert, né le 8 février 1928 à Lons-le-Saunier et mort le 21 septembre 1997 à Lyon, est un médecin généticien français ayant eu une carrière hospitalo-universitaire à Lyon. On lui doit de nombreux ouvrages de vulgarisation parus à la fin du XXe siècle, non seulement sur la génétique, mais aussi sur le développement et le fonctionnement du cerveau humain.

## Biographie
Natif du Jura, Jacques-Michel Robert est praticien hospitalier aux Hospices civils de Lyon où il dirige pendant trente ans, de 1964 à 1994, le service de génétique de l'hôpital de l'Hôtel-Dieu. Entre 1970 et 1994, il occupe la chaire de génétique médicale de la faculté de médecine de Lyon. Il dirige au cours de sa carrière universitaire onze travaux de thèses consacrés à diverses maladies génétiques
J.-M. Robert meurt à 69 ans dans le deuxième arrondissement de Lyon.

## Œuvres
- Eléments de génétique médicale. 1968.
- L'hérédite et les maladies génétiques de l'enfant. 1971. 5 éditions
- Génétique et cytogénétique cliniques. 1977. 5 éditions
- L'hérédité racontée aux parents 1978. 11 éditions entre 1978 et 1984
- Comprendre notre cerveau 1982 16 éditions entre 1982 and 2001
- Génétique. 1983
- Le cerveau : un exposé pour comprendre, un essai pour réfléchir 1994. Flammarion, coll. Dominos. 11 éditions entre 1994 et 2001
- L'Aventure des neurones 1994. 2 éditions
- (de) Nervenkitzel den grauen Zellen auf der Spur 1995. 3 éditions